# Podmurvice
Podmurvice (tal. Gelsi) kvart su u Rijeci, a istoimeni MO obuhvaća i istočni dio Turnića (Torrete), južni dio Plasa i južni dio Banderova (u užem smislu), područje Tehničkog fakulteta (prethodno kasarna Diaz) i Salezijane.

## Stanovništvo
Trend pada broja stanovnika iz 1990-ih se nastavlja i u novom mileniju pa tako od 6659 st. 2001. pada na 5.988 stanovnika 2011. g.

## Obrazovanje
- SE Gelsi
- OŠ Podmurvice
- Srednja Tehnička škola
- Srednja Kemijska škola
- Gimnazija Salezijjana
- Tehnički fakultet

## Vanjske poveznice
- Službene stranice
- Interaktivni zemljovid MO[neaktivna poveznica]